# 6-Pfünder-Feldkanone C/61
Die 6-Pfünder-Feldkanone C/61 war in der preußischen Armee eines der ersten Hinterladergeschütze mit gezogenem Rohr. Zur Baureihe C/61 gehörten 6-, 12- und 24-pfündige Kanonen. Der Feldartillerie wurde der 6-Pfünder als erstes Geschütz mit einem Gussstahlrohr zugeteilt, während die 12- und 24-Pfünder zur Belagerungs- und Festungsartillerie gehörten.
Der 6-Pfünder hatte ein Kaliber von 9,15 cm. Die korrekte Bezeichnung für dieses Geschütz lautete „gezog. Gußstahl 6pfdr. mit Kolbenverschluß“. 1871 wurde im Rahmen einer Neuorganisation die Typenbezeichnung in „9 cm Stahlkanone mit Kolbenverschluß“ geändert.
Sie war der Vorgänger der 6-Pfünder-Feldkanone C/64.

## Geschichte
Historisch betrachtet sind die Hinterladergeschütze Nachfolger der mittelalterlichen Kammerstücke (Kammerladerkanonen). Es gab immer wieder Versuche, Hinterladerkanonen zu fertigen. Im Wesentlichen scheiterten diese Versuche jedoch an technischen Problemen. Um 1840 startete der schwedische Fabrikant Martin von Wahrendorff erneut den Versuch, Hinterladergeschütze marktfähig zu machen. Er begann mit glatten Hinterladern. Als Verschluss benutzte er einen Kolbenverschluss und als Geschosse verbleite Vollkugeln.
1843 begann auch Preußen mit entsprechenden Versuchen. Diese wurden mit glatten 6-, 12- und 24-pfündigen Kanonen Wahrendoff’scher Konstruktion durchgeführt. Diese Kanonen hatten bereits einen verbesserten Verschluss.
Auf Grund der Erfahrungen, die man zwischenzeitlich mit gezogenen Infanteriewaffen unter der Verwendung von Langgeschossen gemacht hatte, wurde Wahrendorff 1846 durch den Italiener Cavalli angeregt, seine Kanonen gleichfalls mit Zügen zu versehen. Auch verwendete er jetzt verbleite Langgeschosse.
Zwischenzeitlich war man auch in Preußen zu der Erkenntnis gekommen, dass wegen der Leistungssteigerungen der Infanteriewaffen auch eine Leistungssteigerung der Geschütze erforderlich wäre. Auf Grund dieser Feststellung erteilte Se. Königl. Hoheit Prinz Adalbert von Preußen am 20. Februar 1850 der Artillerie-Prüfungs-Kommission (APK) den Auftrag, sich hierzu gutachterlich zu äußern.
Dieser Termin ist als die Geburtsstunde der modernen preußischen Artillerie anzusehen. Nach vielen Diskussionen entschied sich die APK dann, als Grundlage für die weitere Entwicklung das Wahrendorff’sche System zu verwenden. Mit den konkreten Versuchen wurde 1851 begonnen. Die Versuche wurden zunächst mit Rohren aus Gusseisen, später aus Bronze durchgeführt. Beide Materialien erwiesen sich für die Verwendung bei gezogenen Geschützen allerdings als wenig geeignet. Auf Grund von Erfahrungen, welche man schon vorher mit Krupp’schen Gussstahlrohren gemacht hatte, wurden 1855 zwei Gussstahlblöcke zur Herstellung gezogener 6-Pfünder-Hinterladerkanonen bestellt. Krupp lieferte hierfür nur die Rohlinge. Die Endbearbeitung erfolgte in den Artilleriewerkstätten Spandau. Bei den nachfolgenden Schießversuchen wurde diese Variante als sehr geeignet befunden.
Im Mai 1857 wurde dann von Major v. Wedell eine Denkschrift erstellt, in der er die Notwendigkeit zur Einführung eines gezogenen Sechspfünders als Äquivalent gegenüber den gezogenen Infanteriewaffen nachzuweisen versuchte. August Encke, der damalige Leiter der APK, war von dieser Idee allerdings nicht ganz überzeugt. Er wollte den bisherigen glatten Sechspfünder aus Bronze durch einen neuen kurzen Zwölfpfünder ersetzen, da er glaubte, mit diesem Geschütz den Feldanforderungen besser gerecht werden zu können. Dieses Geschütz wurde dann auch am 10. März 1859 wirklich eingeführt und verblieb bis Ende 1866 im Bestand.
Die Versuche mit dem gezogenen Sechspfünder wurden allerdings weiter fortgeführt und so kam es, dass bei einem Probeschießen am 7. Mai 1859 vom damaligen Prinzregent Wilhelm die sofortige Beschaffung von 300 Stück Sechspfündergeschützen veranlasst wurde. Die Rohrrohlinge wurden von Krupp geliefert. Die mechanische Bearbeitung wurde bei den Firmen Wöhlert und Schwarzkopf in Berlin durchgeführt.
Bereits im Januar 1860 wurde die Einführung der gezogenen Gussstahl-6-Pfünder mittels Allerhöchster Kabinett-Order in der Art befohlen, dass bei jedem Artillerie-Regiment drei 12-pfündige Batterien in 6-pfündige umzuwandeln seien.
Diese Umwandlung erfolgte im Laufe des Sommers 1860.
Besondere Verdienste bei der Einführung der Krupp’schen Kanonenrohre erwarb sich der damalige Vorsitzende der Artillerie-Prüfungskommission August Encke. Nach ihm wurde in Anerkennung seiner Leistungen 1889 das bisherige Magdeburgische Fußartillerie-Regiment Nr. 4 in „Fußartillerie-Regiment Encke (Magdeburgisches) Nr. 4“ umbenannt.
Die neuen Geschütze wurden mit der Bezeichnung „gezog. Gußstahl 6pfdr. mit Kolbenverschluß“ in das preußische Heer eingeführt. Der Zusatz „C/61“, als Klassifizierungsmerkmal wurde erst zu einem späteren Zeitpunkt hinzugefügt.

## Technische Beschreibung
Technisch betrachtet war die Typenreihe C/61 eine Weiterentwicklung der mittelalterlichen Kammerladerkanonen. Ähnlich diesen wurden auch sie von hinten geladen. Der ursprüngliche Gedanke von Wahrendorff lag darin, dass er einen Geschütztyp schaffen wollte, der in den beengten Verhältnissen von Schiffen oder Kasematten einfacher zu bedienen sein würde. Als weiterer Grund kam nach 1846 hinzu, dass es unmöglich war, die verbleiten Langgeschosse von vorne zu laden. Im europäischen Ausland ging man allerdings einen anderen Weg, indem man gezogene Vorderlader mit einer anderen Geschossform verwendete (Siehe hierzu das System La Hitte).

### Das Rohr

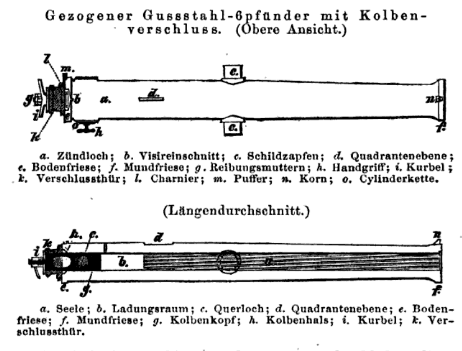
Preußisches gezogenes Kanonenrohr C/61

Das Rohr bestand aus Gussstahl und war in seiner ursprünglichen Konstruktion hinten auf ca. ⅓ seiner Länge zylindrisch gestaltet und verjüngte sich anschließend kegelförmig nach vorne. Den Abschluss bildete vorne eine Mundfriese, welche mit einer Hohlkehle mit dem Rohrkörper verbunden war. An der Stelle, an welcher das Querloch für den Verschluss in das Rohr eingebracht war, waren auf beiden Seiten des Rohres Verstärkungen angebracht. Etwa in der Mitte des Rohres befanden sich auf beiden Seiten die sogenannten Schildzapfen mit welchen das Rohr in der Lafette gelagert war. Am Übergang der Schildzapfen auf das Rohr befanden sich zusätzliche Verstärkungen, welche die Aufgabe hatten, das Rohr in der Lafette zu fixieren. Das Zündloch stand mit seiner Achse ; Durchmesser Ca 1/4 Zoll etwa 1,6 Zoll vor der vorderen Fläche des Verschlusskolbens. Das Rohr war mit 18 Parallelzügen ausgestattet.

### Der Verschluss
Als Verschluss kam der sogenannte Wahrendorff’sche Kolbenverschluss zur Anwendung. Dieser bestand aus dem Verschlusskolben aus Schmiedeeisen, dem Querzylinder aus Gussstahl, der Verschlusstür aus Bronze und der Kurbel. Die Kurbel der Spannschraube des Verschlusskolbens war bei dieser ersten serienmäßigen Verwendung mit zwei Muttern gesichert. Bei späteren Ausführungen wurden diese Muttern durch einen eisernen Splintkeil ersetzt. Zur Liderung wurden napfförmige Pressspanscheiben verwendet, welche beim 6-Pfünder bereits fest mit den Kartuschen verbunden waren.

### Die Lafette

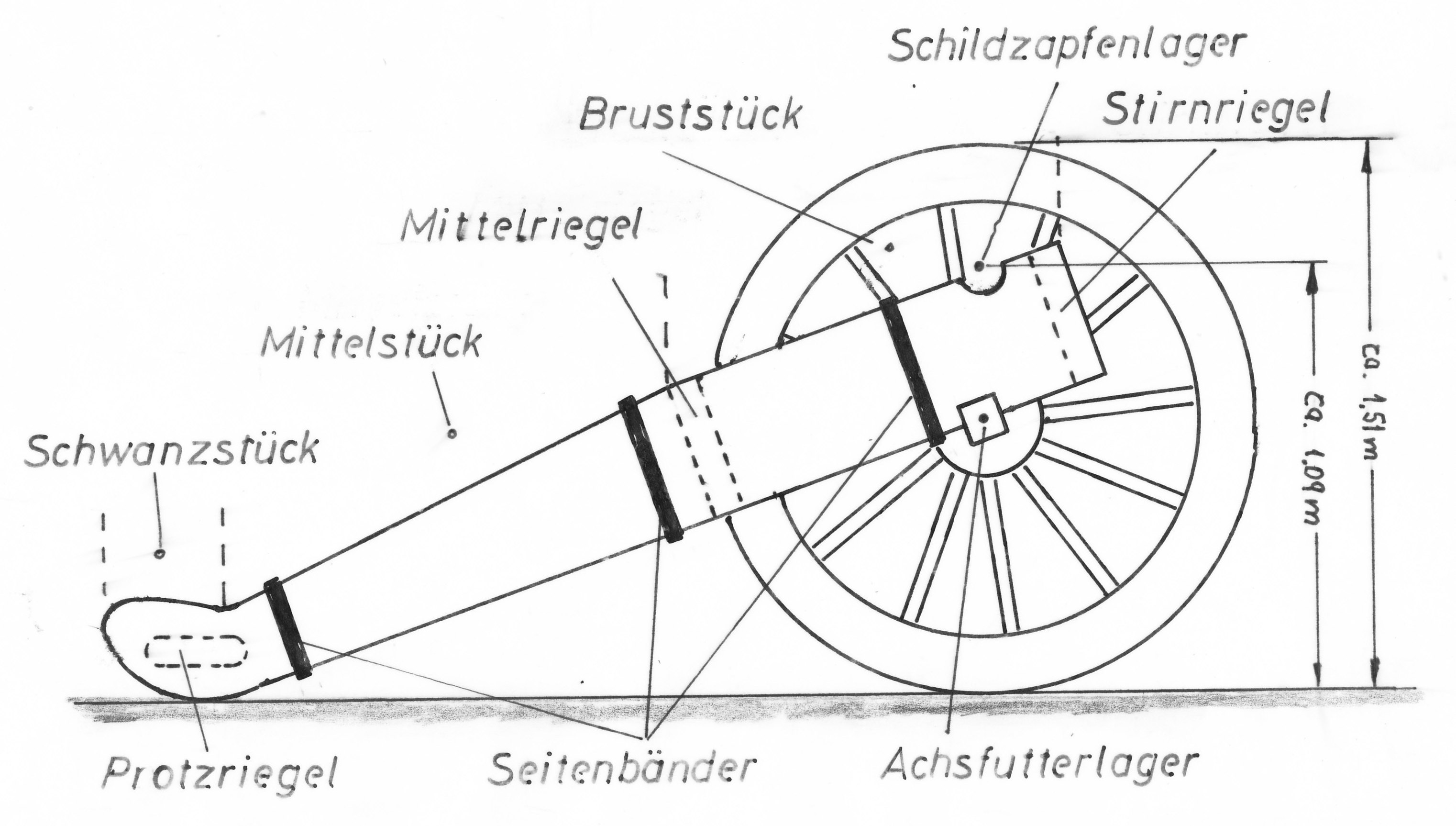
Preußische 6-Pfünder Feldlafette C 42/56

Als Lafette wurde die Konstruktion C 42/56 verwendet. In der Literatur findet man auch die Bezeichnung C 56/61. Die Lafetten waren nach dem preußischen Wand-Lafetten-System gefertigt. Die Wände sind bei diesem System parallel gestellt und gleichmäßig stark. Bei diesem System wurden sie durch drei Riegel (Stirn-, Mittel- und Schwanzriegel) auf Distanz gehalten. Die Oberkante der Lafettenwände war zweimal gebrochen und unterteilte die Lafette in Brust-, Mittel- und Schwanzstück. Die Unterkante der Lafettenwände war gerade und nur am Schwanzende schlittenartig abgerundet um ein leichteres Gleiten beim Rücklauf zu ermöglichen. Die Wände waren gleichmäßig 2,65 Zoll (ca. 6,95 cm) stark, bei einer Höhe von 12,9 Zoll (ca. 33,75 cm) im Bruststück. Das lichte Maß zwischen den Lafettenwänden betrug 9,05 Zoll (ca. 23,7 cm). Die Wände hatten Ausschnitte für die Schildzapfenlager und das Achsfutter sowie Wanddurchbrüche für die Zapfen der Riegel und die Richtwellenlagerung. Zur Stabilisierung waren die Lafettenwände mit drei Seitenbändern umgürtet. In die Lafette war eine Wellenrichtmaschine integriert. Diese bestand aus einer schmiedeeisernen Richtwelle, der Richtschraube, der Richtsohle und der Kurbel mit der Stellmutter. Die Richtwelle war in den Wänden schwenkbar gelagert. Die schmiedeeiserne Achse war mittels eines hölzernen Achsfutter in den Wänden befestigt. Neben der linken Lafettenwand war auf dem Achsfutter ein sogenannter Achskasten aus Eisenblech angebracht, welcher zur Aufnahme von kleinerem Geschützzubehör bestimmt war. Die Räder waren gewöhnliche Holzräder und hatten inkl. des Radreifens einen Durchmesser, von 58 Zoll (ca. 151 cm). Die Lagerhöhe, d. h.der Abstand zwischen der Aufstellfläche bis zur Mitte der Schildzapfen, betrug 41,4 Zoll (ca. 109 cm).

### Die Protze

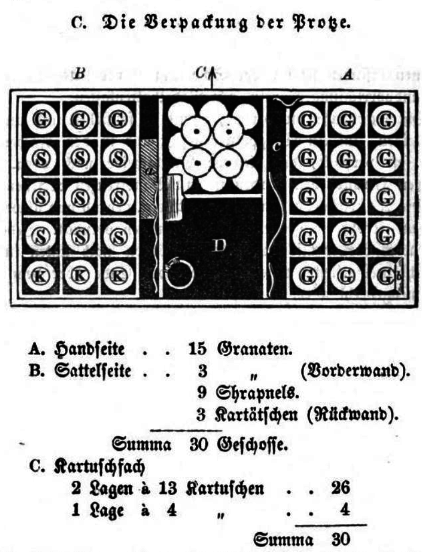
Verpackung des Protzkasten C/61.Stand 1861

Als Protze wurde gleichfalls das Material C42/56 verwendet. In der Literatur findet man auch hier die Bezeichnung C 56/61. Die Protze bestand im Wesentlichen aus dem Protzgestell, der schmiedeeisernen Achse in einem hölzernen Achsfutter, den beiden Rädern, der Raddurchmesser betrug, inkl. der Radreifen 47,50 Zoll (ca 124 cm), der Deichsel, der festmontierten Hinterbracke für die Stangenpferde (die Mittelpferden waren an einer beweglichen Vorderbracke angespannt) und dem Protzkasten sowie einer Reihe von erforderlichen Beschlagteilen. Der Protzkasten war zur Aufnahme von 30 Geschossen in hölzernen Geschosskästen eingerichtet. Die komplette Bestückung, jedoch ohne das erforderliche Geschützzubehör, findet man in der eingefügten Tabelle.
| Benennung                                        | Stück |
| ------------------------------------------------ | ----- |
| Granate mit Bolzenkapsel und Mundlochschraube    | 18    |
| Schrapnell mit Bolzenkapsel und Mundlochschraube | 9     |
| Kartätsche                                       | 3     |
| Kartusche 1,2 Pfund mit Pressspanboden           | 30    |
| Kartusche 0,5 Pfund ohne Pressspanboden          | 4     |
| Kartusche 0,25 Pfund ohne Pressspanboden         | 4     |
| Pressspanboden                                   | 8     |
| Vorstecker                                       | 33    |
| Zündschraube                                     | 34    |
| Nadelbolzen                                      | 5     |
| Bolzenkapseln                                    | 5     |
| Schlagröhren                                     | 33    |

Die Verbindung von Lafette und Protze erfolgte nach dem sogenannten Balanciersystem. Bei diesem System liegt die Verbindung in einem größeren Abstand hinter der Vorderachse. Der Lenkungswinkel betrug 85°. Bei angehängter Vorderbracke senkte sich die Deichsel um 16°. Ohne vorderbracke hob sich die Deichsel um 26°.
Dieses Geschütz, welches sich letztlich im Großen und Ganzen als durchaus zweckmäßig und kriegstauglich erwiesen hatte, verblieb bis nach 1870 im Bestand der Feldartillerie. Später kam es noch in der Festungsartillerie zum Einsatz. Eine komplette Neugestaltung dieses Types erfolgte mit dem Material C/64.

### Der Ladevorgang
Der Ladevorgang des 6-Pfünders spielte sich folgendermaßen ab:
- Lösen der hinteren Spannschraube
- Herausziehen des Querzylinders nach rechts
- Herausziehen des Verschlusskolbens und Öffnen der Verschlusstür nach links
- Auswischen und Einfetten des Rohres
- Einlegen der Bleihemdgranate, nach dem der Geschützführer in die Granate oder Schrapnell den Vorstecker und die Zündschraube eingebracht hatte.
- Einlegen der Kartusche.
- Schließen der Verschlusstür und Schieben des Verschlusskolbens nach vorne (dabei werden Pulverbeutel und Granate mit nach vorne bewegt, die Pulverladung kommt dabei unter dem Zündloch zu liegen).
- Einschieben des Querzylinders
- Verschlusskolben und Querzylinder mittels der hinteren Spannschraube kraftschlüssig fixieren
- Einsetzen der Schlagröhre (Reibzündschraube) in das Zündloch

Das Geschütz ist nun feuerbereit.

## Technische Daten
Zur Umrechnung der Längenmaße wurden die Zahlenwerte der preußischen Maß- und Gewichtsordnung vom 16. Mai 1816 zu Grunde gelegt. 1 preußischer Zoll = 2,615 cm. 1 Schritt = 2,4 Fuß (ca. 75,33 cm). Die Umrechnung der Gewichte erfolgte gemäß dem preußischen Gesetz vom 17. Mai 1856 (1 preußisches Pfund (Zollpfund) = 500 g oder 30 Lot zu je 16,67 g).

### Rohr
- Kaliber: Durchmesser der Seele 3,5 preußische Zoll = 9,15 cm
- Rohrlänge: Länge des gesamten Rohres 78 preußische Zoll = 2,04 m. Länge des gezogenen Teiles 59 preußische Zoll = 1,54 m. Länge der Visierlinie 77 preußische Zoll = 2,o14 m
- Züge: Der 6-Pfünder hatte 18 Parallelzüge. Die Breite betrug 0,40 Zoll (10,5 mm) bei einer Tiefe von 0,05 Zoll (1,3 mm). Die Felder waren 0,20 Zoll (5,25 mm) breit. Die Dralllänge betrug 15 Fuß (4,70 m) bei einem Drallwinkel von 3°30'[14]
- Gewicht ohne Verschluss ca. 409 kg
- Gewicht mit Verschluss ca. 433 kg.

### Lafette
- Höhenrichtbereich: −8½/+17°
- Seitenrichtbereich: 0° (es wurde mit dem gesamten Geschütz gerichtet)
- Gewicht der leeren Lafette, ohne Rohr ca. 533 kg
- Gewicht der ausgerüsteten Lafett, ohne Rohre ca. 566 kg

### Protze
- Gewicht der leeren Protze ca. 475 kg.
- Gewicht der ausgerüsteten Protze ca. 785 kg

### Geschütz
- Gewicht des ausgerüsteten Geschützes ohne Mannschaft ca. 1700 kg

### Munitionstyp/Gewicht Stand 1861
Nach Einführung der gezogenen Geschütze musste auch die Munition für diesen Geschütztyp entsprechend angepasst werden. In Analogie zu den Geschossen der glatten Geschütze wurden auch für die gezogenen Geschütze Granaten, Brandgranaten, Schrapnells und Kartätschen vorgesehen. Die Konstruktion der Granaten machte keine großen Schwierigkeiten und war bereits im Frühjahr 1859 abgeschlossen. Als Zündvorrichtung wurde zum damaligen Zeitpunkt der 1859 von Rudolf Sylvius von Neumann entwickelte, da oft auch als Neumann’scher Zünder bezeichnete Perkussionszünder C 61 verwendet:

Preußischer (Neumann’scher) Perkussionszünder C 61

Er bestand aus folgenden Einzelteilen.
- Der aus Messingblech gefertigten Bolzenkapsel „e“. Diese hatte oben einen gebördelten Rand mit welchem sie auf einem Absatz im Mundloch auflag. Unten hatte sie einen doppelten Boden, welcher für das sogenannte Brandloch durchbrochen war. Damit kein Sprengstoff in die Bolzenkapsel eintreten konnte, war das Brandloch mit einem im Doppelboden eingelegten Cambraiplättchen (Cambrai/Kambray oder Kammertuch war ein feines Baumwollgewebe) verschlossen.
- Dem massiven Schlagkörper „c“ aus Messing. Dieser war zentral der Länge nach durchbohrt (dem Zündkanal) und trug oben die aus Messingblech gefertigte Zündnadel.
- Der aus Eisen gefertigten und zum Schutz gegen Rosten verkupferten Mundlochschraube „a“, welche zum leichteren Einschrauben oben mit zwei Aussparungen für einen Steckschlüssel versehen war.
- Der aus Messing gefertigten Zündschraube „b“, in welcher ein Zündhütchen mit der zugehörigen Zündpille befestigt war. Zur Zündung wurde eine Knallquecksilbermischung verwendet.
- Dem aus federhartem Stahl gefertigten sogenannten Vorstecker „d“. Dieser hatte die Aufgabe zu verhindern, dass beim Transport oder dem Ladevorgang der Schlagkörper vorschnellen und somit die Sprengladung vorzeitig zur Explosion bringen konnte.

Funktionsweise: Vor der Ladung des Schützes, d. h. Einbringung des Geschosses in das Rohr, wurde der Vorstecker in das Geschoss eingesetzt und anschließend die Zündschraube eingeschraubt. Nach dem Abschuss und sobald das Geschoss das Rohr verlassen hatte, erfolgte durch die Rotation des Geschosses um die Längsachse, in welche das Geschoss durch die Züge versetzt worden war, der Ausstoß des Vorsteckers. Das Geschoss war jetzt scharf gestellt. Beim Auftreffen des Geschosses auf ein Hindernis und die damit verbundene Geschwindigkeitsreduzierung bewirkte ein Vorschnellen des Schlagkörpers (Nadelbolzen), welcher dann mit seiner Zündnadel die Zündpille zur Explosion brachte. Der hierbei entstandene Feuerstrahl schlug durch den Zündkanal auf die Sprengladung des Geschosses und brachte diese zur Explosion. Von der Zündvorrichtung waren die Bolzenkapsel, der nadelbolzen und die Mundlochschraube bereits vormontiert. Im Gefecht wurde lediglich der Vorstecker und die Zündschraube noch in das Geschoss eingesetzt.
Etwas anders sah für die Konstruktion des Schrapnells aus. Da die bisherigen Brennzünder (Zeitzünder) für die Hinterlader mit gepresster Geschossführung nicht geeignet waren, wurden auch hierfür die Perkussionszünder der Granaten verwendet. Es war dies eine Konzession an die Personen in der Artillerie, die glaubten, ein Schrapnell sei unverzichtbar im artilleriestischen Gefecht. Ähnlich verhielt es sich mit den Kartätschen. Auch diese wurden letztlich nur mit Rücksicht auf die Meinungen innerhalb der Artillerie eingeführt bzw. beibehalten.

### Granate
Die Granate (sogenannte Bleihemdgranate) bestehend aus: Eisenkern ca. 7,06 Zoll (18,50 cm) lang und ca. 7,5 Pfund schwer. Der Eisenkern war mit 4 Reifen versehen und diese mit 2 Längsausschnitten unterbrochen. Diese hatten die Aufgabe den Bleimantel in seiner Lage zu fixieren. Dem dicken Bleimantel ca. 5,5 Pfund schwer, Sprengladung ca. 15 Lot (ca. 250 gr.) Geschützpulver und der Zündvorrichtung C 61. Von dieser waren die Bolzenkapseln, Nadelbolzen und Mundlochschrauben bereits vormontiert. Gesamtgewicht: 13 3/4 preuß. Pfund = 6,875 kg.

### Brandgranate
Es handelt sich hierbei um die normalen Granaten, welche zusätzlich mit 6 Brander gefüllt waren. Die Brandgranaten wurden nur in den Munitionswagen mitgeführt. Zünder wie bei der Granate.

### Schrapnell
Der Eisenkern hatte äußerlich die gleiche Form und die gleichen Abmessungen wie die Granate. Er hatte jedoch geringere Wandstärken, so dass er einen größeren freien Innenraum hatte, Gewicht ca. 6,25 Pfund. Der Bleimantel war wie bei der Granate, Gewicht ca. 5,5 Pfund. Die Füllung bestand aus 88–92 bleiernen Kavalleriekugeln, welche durch einen Schwefeleinguss fixiert waren. Gewicht des gefüllten Schrapnells ca. 15,5 Pfund. Hinzu kam die Sprengladung, ca. 12 Lot (20 g) Gewehrpulver welche in ein Röhrchen eingefüllt war um eine Vermischung mit dem Schwefeleinguss zu verhindern. Das geladene Schrapnell wog ca. 15,75 Pfund. Zündvorrichtung: Da es zum Zeitpunkt der Einführung noch keinen absolut funktionsfähigen Zeitzünder gab, der bereits vorhandene Richter’sche Zeitzünder war für die Feldartillerie nicht geeignet, wurde das Schrapnell auch mit Perkussionszünder C 61 ausgestattet. Da diese Lösung nicht befriedigen konnte, wurde 1866 die Verwendung von Schrapnells in der Feldartillerie eingestellt.

### Kartätschen
Die Kartätschen bestanden aus einer Weißblechbüchse ca. 7,7 Zoll (ca. 20,15 cm) lang und einer Füllung bestehend aus 41 Zinkkugeln zu je 5 Lot (ca. 83 g) Gewicht. Die Kugelfüllung wog ca. 6 Pfund 20 Lot (6,65 Pfund) und die kompl. Kartätsche ca. 9 Pfund = 4,5 kg.

### Ladung
Die gewöhnliche Gebrauchsladung bestand aus 0,6 kg preußisches Geschützpulver im Kartuschbeutel. Für den sogenannten hohen Bogenschuss standen noch Kartuschen mit einem Gewicht von 0,5 bzw. 0,3 Pfund zur Verfügung.
- Zündung: Oberzündung durch Schlagröhre
- Mündungsgeschwindigkeit: Die Mündungsgeschwindigkeit ist unmittelbar abhängig von der verwendeten Ladung. Für diesen Geschütztyp war als größte Ladung 1/11 Geschossgewicht festgelegt worden. Unter diesen Bedingungen ergab sich eine Mündungsgeschwindigkeit von 1056 preuß. Fuß = 331,40 m/s.

## Schussweite (Gebrauchsreichweite)
- Granate: Gegen kleinere Truppenverbände bis ca. 2500 Schritte (ca. 1875 m); gegen größere Truppenverbände und Ortschaften bis ca. 5000 Schritte (ca. 3750 m).
  - Die Verwendungsweite für den hohen Bogenschuss mit 0,3 Pfund Ladung betrug ca. 600–1200 Schritt (ca. 450–900 m) und für eine Ladung mit 0,5 Pfund (ca. 750–1500 m) [18]
- Schrapnell: Bis ca. 2000 Schritte (ca. 1500 m).
- Kartätsche: Bis ca. 400 Schritte (ca. 300 m).